# 兎本有紀
兎本 有紀（うもと ゆき、1958年6月11日 - ）は日本の女優、声優、歌手。旧芸名は高橋 有紀（たかはし ゆき）。東京都出身。血液型はO型。身長164cm、体重50kg。ネクシード、宝井プロジェクト所属（業務提携）。

## 略歴・人物
高校では吹奏楽部に入部、洗足学園大学音楽学部へ進学しフルートを専攻していたが、小学校の夏休みや中学・高校の頃に学校演劇を観劇した際に経験した興奮が忘れられず、大学を中退して演劇の道へと進む。劇団鳥獣戯画や劇団電劇（篠崎光正主宰）に所属して舞台を中心に活動を開始、現在は舞台、テレビドラマ、映画、ナレーションなどで活動する。また、歌手としても2009年より秋本奈緒美、小林美江とともに3人で音楽ユニット「わいわいムーン」を結成してライブやディナーショーを開催、2012年からはソロでのライブ活動も行っている。私生活では俳優の高橋克実と1995年に結婚していたが、1999年に離婚している。趣味は歌、茶道、陶芸、フルート。

## 出演

### テレビドラマ

#### 日本テレビ
- 火曜サスペンス劇場 身辺警護7（2001年）
- 慰謝料弁護士〜あなたの涙、お金に変えましょう〜（2014年）

#### TBS
- 真夜中の雨（2002年） - 牟田俊江 役
- 聞かせてよ愛の言葉を（2005年） - 佐野志保 役
- ドラゴン青年団（2012年）
- 刑事のまなざし（2013年） - 高木尚人の母 役
- ペテロの葬列（2014年） - 家政婦・山本 役
- 4分間のマリーゴールド（2019年） - 滝沢幸子 役
- 日本沈没-希望のひと- （2021年）
- 月曜ミステリー劇場
  - カードGメン・小早川茜4（2002年） - 平沢美和 役

#### フジテレビ
- ナースのお仕事（2002年） - 鈴木清美 役
- めだか（2004年） - 種田の妻 役
- 牡丹と薔薇（2004年） - 堀江育子 役
- 東京湾景（2004年） - 神谷君江 役
- 1リットルの涙（2005年） - 麻生佐和子 役
- 偽りの花園（2006年） - 女中・弥生 役
- 永遠の1.8秒（2006年） - 小林はるかの母 役
- ブロッコリー（2007年） - 市川啓太の母 役
- イノセント・ラヴ（2008年） - 広田幸恵 役
- ヴォイス〜命なき者の声〜（2009年）
- 絶対零度〜未解決事件特命捜査〜（2010年） - 桜木静（泉の母） 役
- CONTROL〜犯罪心理捜査〜（2011年） - 宮原朝子 役
- 蜜の味〜A Taste Of Honey〜（2011年） - 看護師 役
- 松本清張没後20年特別企画・市長死す（2012年） - 笠木浩美 役
- 積木くずし 最終章（2012年）
- 遅咲きのヒマワリ〜ボクの人生、リニューアル〜（2012年） - 松本三千子 役
- サキ（2013年） - 網浜サキの養母 役
- ホラー アクシデンタル 第11話「悪徳の栄え」（2013年）
- 探偵の探偵（2015年） - 園山刑事 役
- 櫻子さんの足下には死体が埋まっている（2017年） - 飯野昌子 役
- 知ってるワイフ（2021年） - 江川理代子 役
- あなたを奪ったその日から 第2話（2025年4月28日、関西テレビ） - 冬平医院・スタッフ 役[3]
- 世にも奇妙な物語
  - '14春の特別編「墓友」（2014年4月5日） - 夕子の隣人主婦 役
  - 「シンクロニシティ」（2016年） - 渋谷江里奈の母 役

#### テレビ朝日
- 富豪刑事（2005年）
- 相棒
  - season5 第17話「女王の宮殿」（2007年2月14日） - 服部静江 役
  - season12 第14話「顔」（2014年2月5日） - 上野寛子 役
  - season22（2024年） - 山崎博子 役
- 告知せず（2008年） - 渡辺智子 役
- Dr.伊良部一郎（2011年） - 鳩村恵子 役
- 24 JAPAN（2020 - 2021年） - 明智蘭 役
- 土曜ワイド劇場
  - 「ラーメン刑事「龍」の殺人推理1」（2000年） - 北村きよ 役
  - 「切り裂きジャックの告白 〜刑事 犬養隼人〜」（2015年） - 六郷和江 役

#### テレビ東京
- ウルトラQ dark fantasy（2004年）
- 水曜ミステリー9
  - 「銀座高級クラブママ青山みゆき3」（2008年） - 田所和枝 役
- 駐在刑事 SEASON2（2020年） - 添島克子 役
- 孤独のグルメ Season9 第2話    （2021年7月17日）  - 女将 役

#### その他
- 東京ガードセンター（2014年）

### バラエティー・情報番組
- 痛快TV スカッとジャパン
- ごごネタ! 快適!こだわりライフTV（2015年12月 - 2016年3月、CBCテレビ）

### 映画
- おかあさんの木（2015年・東映）[4]
- はるヲうるひと（2021年・AMGエンタテインメント）

### 吹き替え
- ボーンキッカーズ 考古学調査班（グローリア）
- ファイアー・フロム・ビロウ（トニ）
- ゾンビ・ナース
- シティ・オン・ファイアー（リジー）
- アラームフォーコブラ11シーズン12（レギーナ・ホップ）
- バイオレンス・レイク （ナット）
- アフター・インパクト （キャサリン）
- ドラゴン・アイ （レイブン）
- 滅亡の黙示録（キャンディ）
- NAKED 陵辱の森（サラの母）
- レバノン